# Galium glaberrimum
Galium glaberrimum är en måreväxtart som beskrevs av William Botting Hemsley. Galium glaberrimum ingår i släktet måror, och familjen måreväxter. Inga underarter finns listade i Catalogue of Life.